# Ludden
Ludden è un centro abitato (city) degli Stati Uniti d'America, situato nella Contea di Dickey nello Stato del Dakota del Nord. Nel censimento del 2000 la popolazione era di 29 abitanti. La città è stata fondata nel 1886.

## Geografia fisica
Secondo i rilevamenti dell'United States Census Bureau, la località di Ludden si estende su una superficie di 2,00 km², tutti occupati da terre.

## Popolazione
Secondo il censimento del 2000, a Ludden vivevano 29 persone, ed erano presenti 10 gruppi familiari. La densità di popolazione era di 14,5 ab./km². Nel territorio comunale si trovavano 18 unità edificate. Per quanto riguarda la composizione etnica degli abitanti, il 100% era bianco.
Per quanto riguarda la suddivisione della popolazione in fasce d'età, il 10,3% era al di sotto dei 18, il 6,9% fra i 18 e i 24, il 17,2% fra i 25 e i 44, il 44,8% fra i 45 e i 64, mentre infine il 20,7% era al di sopra dei 65 anni di età. L'età media della popolazione era di 50 anni. Per ogni 100 donne residenti vivevano 107,1 maschi.